# 原宿団地

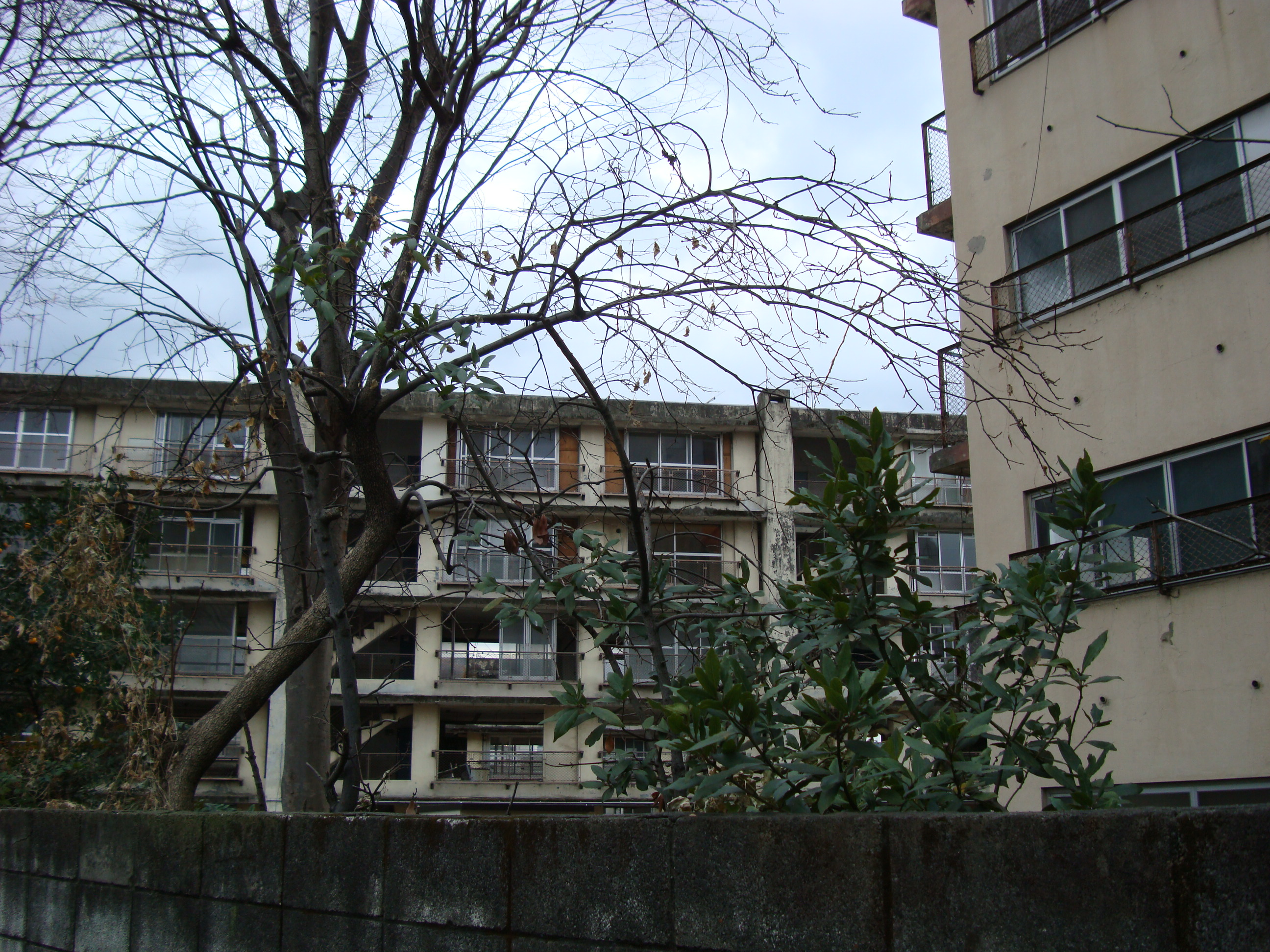
解体前の原宿団地

原宿団地（はらじゅくだんち）は、東京都渋谷区にかつて存在した住宅団地である。日本住宅公団が開発・分譲したが、老朽化のために高層マンションへの立て替えが決定、2010年（平成22年）までに閉鎖された。本項では跡地に完成した「ザ・神宮前レジデンス」についても記載する。

## 概要
正式名称は「原宿住宅マンション」で、公団が分譲した住宅では最も古いものの1つとして1957年（昭和32年）に竣工した。約5400平方メートルの敷地に4階建てと5階建ての中層住宅が6棟建てられ、総戸数は112戸。いずれも間取りは2DK、広さは35-37m2だった。神宮球場まで歩いて5分、東京メトロ銀座線外苑前駅まで歩いて10分の都心に近い一等地に所在した。
住棟配置の設計は津端修一。「（自身が師事した）アントニン・レーモンドが手がけたような、全ての部屋に緑の風と光が行き渡る、ガラス張りのコアのある住宅を市民たちにプレゼントしたい」というテーマでの設計であったという。

### 基本データ
- 所在 - 東京都渋谷区神宮前三丁目（住居表示変更前の住所は原宿一丁目）
- 構成 - 6棟から構成、全112戸
  - 中層フラット棟 - 4棟（4階建て、北廊下型）（2、3、4、5号棟）
  - スターハウス - 2棟（5階建て）（1、6棟）
- 竣工 - 1957年
- 閉鎖 - 2010年

## 建替え計画

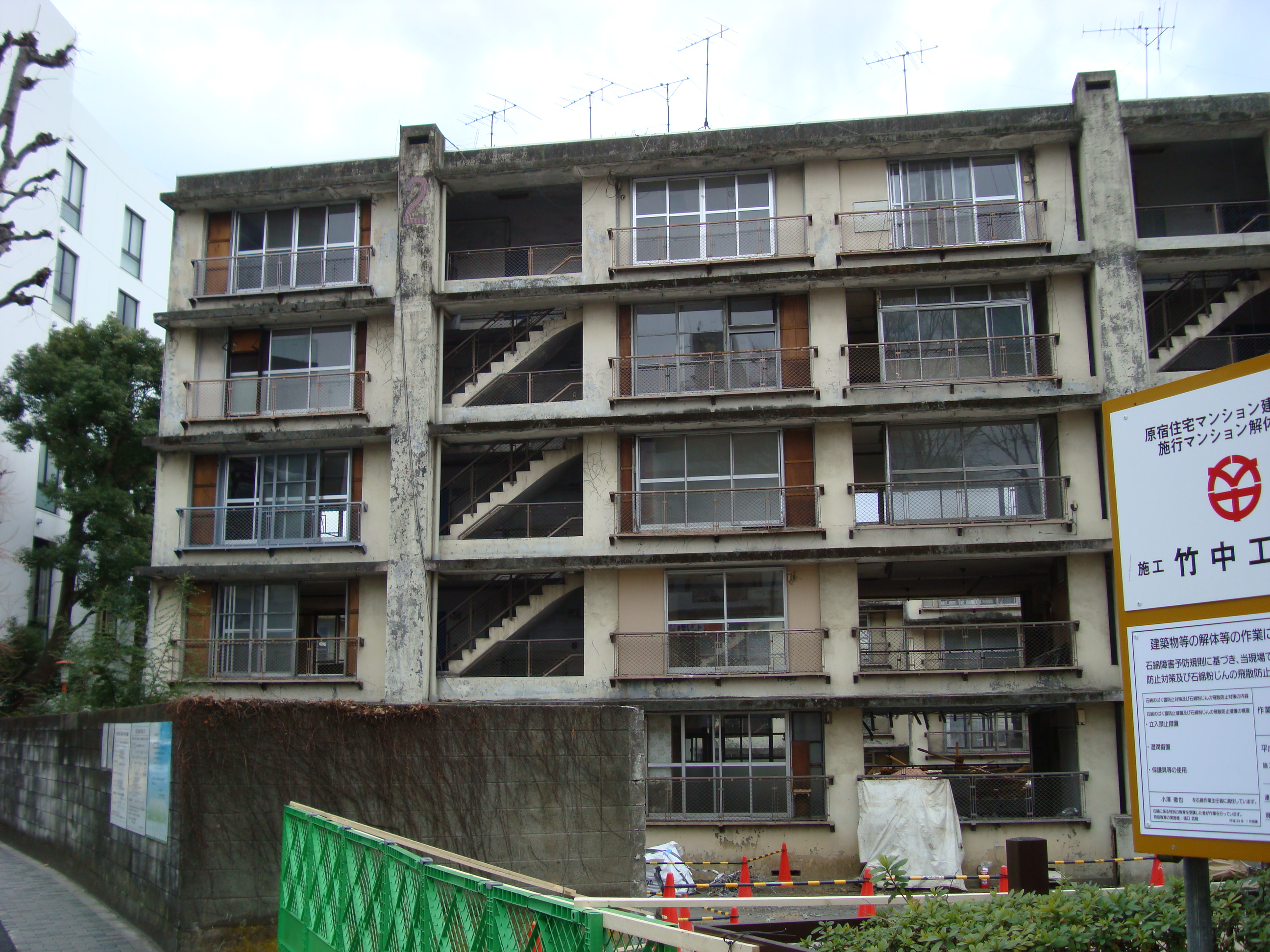
解体中の様子

昭和50年代半ばともなると、当時の文化住宅もあっという間に手狭となり、2世代がゆとりをもって暮らせる住宅を夢に描き、建替えへの挑戦が始まった。
原宿住宅の管理組合は、1982年（昭和57年）6月、住宅・都市整備公団東京支社に建て替えを検討するよう依願し、これを受け公団は居住者らの作った建て替え協議会と相談しながら3年がかりで計画を煮詰めた。総工費を30億円。道路側に10階建ての事務所兼住宅ビルを建て、その裏に中層住宅を建てる。これにより持ち主のスペースは約1.5倍となり、工費は高層化で増えた床を売却、または賃貸してまかなうとの案をまとめた。
当時、持ち主の3分の1はすでに家を他人に貸し、自分はより広く新しい家に移っていた。この人たちの関心は再開発でどんな住宅ができるか、ではなく、自分の持ち家をどれだけ高く処分できるかにあった。公団は計画をもとに、持ち主らに権利変換について説明会を開くが、一部の持ち主が「民間に任せた方が有利な条件で処分できる」と計画に反対。建て替えに必要な、持ち主の5分の4の賛成の確保ができなくなり、公団が全国初のモデルケースとして東京の都心部で進めていた建て替え計画は地価高騰のあおりで宙に浮き、実現に至らなかった。
2005年（平成17年）に建て替え計画は再スタート。権利者が区分所有法第70条に基づく団地内の建物の一括建て替え決議を行い、マンション円滑化法等の法律に則り、従来の団地6棟を地上19階建てのマンション1棟に立て替え、住戸数を従前の倍の220戸とし、建て増し部分を一般に分譲する計画を確認し、2011年（平成23年）5月に着工に入った。なお、総合設計制度を用いての幅50メートル、高さ60メートルという大型マンションを建築するこの計画については、近隣住民が反対し、着工前の2010年（平成22年）1月、住民ら11人が東京都が高さ制限を緩和したのは違法だとして、都に許可取消しを求める訴訟を東京地方裁判所に起こした。しかし翌年9月30日、同地裁は住民側の請求を棄却している。

### ザ・神宮前レジデンス
当該再開発物件は『ザ・神宮前レジデンス』と命名され、総戸数220戸のうち地権者分72戸を除いた148戸が共同開発した新日鉄都市開発、三井物産、NTT都市開発により売り出され、最多価格帯は1億2000万円台に設定。2012年（平成24年）春に販売を開始し、2013年（平成25年）7月竣工した。
マンションは外苑西通り（キラー通り）に面するタワーサイド、住居系地域側に面するレジデンスサイドの2つのゾーンで構成され、専用住戸の開口部サッシュはLow-Eガラスを採用し高断熱性能を確保するとともに、給湯器は潜熱回収型を採用し、省エネルギー向上に努め、住宅性能評価省エネルギー等級についても等級4を取得した。併設の駐車場・駐輪場は地下に設置。建物は耐火構造とすることはもとより、制震部材を採用し地震に対しての安全面に配慮している。
広場空間には3mから8mの高木を約150本を植栽し、壁面緑化とともに敷地面積の約30%を緑化。また広場への植栽は、渋谷区への提供公園と一体としながら、奥行きのある緑のボリュームが空間にリズムをつけ、四季の移ろいを感じさせる場を提供している。この広場空間は一時避難ができる防災拠点を目指し、災害時に利用できる井戸やマンホールトイレも設けた。

## 交通
- 外苑前駅（東京メトロ銀座線）
- 国立競技場駅（都営地下鉄大江戸線）
- 千駄ケ谷駅（東日本旅客鉄道）

## 周辺の名所・公共施設など
- ワタリウム美術館
- 明治公園
- 国立霞ヶ丘競技場